# COSCO Shipping
China COSCO Shipping Corporation Limited eller COSCO Shipping er et kinesisk statsejet multinationalt maritimt transport-konglomerat med hovedkvarter i Shanghai. COSCO Shipping blev etableret i januar 2016 ved en fusion mellem China COSCO og China Shipping. Koncernens aktiviteter omfatter shipping, rederi, havne (gennem COSCO Ship Ports), værft, osv.